# Митчелл, Рик
Ричард Чарльз (Рик) Митчелл (англ. Richard «Rick» Charles Mitchell; 24 марта 1955, Сидней — 30 мая 2021, Брисбен) — австралийский спринтер, победитель и призёр Игр Содружества, серебряный призёр летних Олимпийских игр 1980 года в Москве, участник трёх Олимпиад.

## Карьера
На летней Олимпиаде 1976 года в Монреале выступал в беге на 200 и 400 метров и эстафете 4×400 метров. В первой дисциплине Митчелл не смог пробиться в финальную часть соревнований, во второй занял 6-е место с результатом 45,40 с. В эстафете сборная Австралии не смогла попасть в финальный забег.
На следующей Олимпиаде в Москве Митчелл завоевал олимпийское серебро, уступив советскому бегуну Виктору Маркину, с результатом 44,84 с. Это была единственная медаль австралийцев в лёгкой атлетике на Играх в Москве.
На Олимпийских играх 1984 года в Лос-Анджелесе Митчелл выступал в эстафете 4×400 метров. Команда Австралии, которую представлял Митчелл, заняла в этой дисциплине 4-е место.